# Gianni Fermi
Pour les articles homonymes, voir Fermi.
Gianni Fermi, né à Piacenza le 13 avril 1959 et mort dans la même ville le 14 décembre 2019, est un arbitre italien de niveau international en rink hockey. 

## Carrière arbitrale
Il commence l'arbitrage au niveau international à partir de 2001 avec un championnat européen de moins de 20 ans. Il participe au corps arbitrale de trois mondiaux en 2003, 2009 et 2013. Il arrête d'arbitrer des rencontres en 2014. 
Par la suite, il est chargé notamment de l'organisation de l'arbitrage de Serie A, plus haut niveau du championnat italien. 
À l'annonce de son décès, un hommage lui est rendu dans les stades européens, avec une minute de silence,.